# William Franklin
William Franklin (Philadelphia, 1730. február 22. – London, 1813. november 17.) amerikai származású ügyvéd, katona, politikus és gyarmati adminisztrátor. Benjamin Franklin elismert törvénytelen fia volt. William Franklin volt New Jersey utolsó gyarmati kormányzója (1763–1776), és az amerikai függetlenségi háború teljes lojalistája volt. (Ezzel szemben apja, Benjamin az amerikai forradalom egyik legkiemelkedőbb vezére és az Egyesült Államok alapító atyja volt.)
Miután a hazafiak miatt 1776-tól 1778-ig börtönben ült, William lett a lojalisták fő vezetője. New York-i bázisáról katonai egységeket szervezett a brit oldalon való harcra. 1782-ben száműzetésbe vonult Nagy-Britanniába. Haláláig Londonban élt.

## Élete
William Franklin Philadelphiában, Pennsylvaniában született, amely akkoriban Brit-Amerika gyarmata volt. Benjamin Franklinnek, a város egyik vezető alakjának törvénytelen fia volt. Anyja kiléte ismeretlen.[1] Zavar van Franklin születésével és származásával kapcsolatban, mivel Benjamin Franklin titkolózott fia származását illetően. 1750-ben Benjamin Franklin azt mondta az anyjának, hogy Vilmos tizenkilenc éves,[2] de ez lehetett a kísérlet arra, hogy az ifjú legitimnek tűnjön.
Williamet apja és Deborah Read, apja élettársa nevelte fel, akit törvényes férje elhagyott, de nem vált el. William mindig az anyjának hívta.[2] Vannak olyan feltételezések[3], hogy Deborah Read Franklin biológiai anyja volt, és hogy szülei élettársi kapcsolata miatt születésének körülményeit elhomályosították, hogy ne legyen politikailag káros sem rá, sem a házassági berendezkedésükre.
Franklin 1746-ban csatlakozott a pennsylvaniai tartományi csapatokhoz, és Albanyban töltött egy telet György király háborújában, és 1747-ben kapitányi rangot kapott.[4] Ahogy nőtt, több küldetésre is elkísérte apját, köztük angliai utazásokra. Bár gyakran ábrázolták kisgyermekként, amikor az apját segítette a híres sárkánykísérletben 1752-ben, Franklin akkoriban legalább 21 éves volt.

### Házasság és család
Fiatal férfiként William eljegyezte Elizabeth Graeme-et, a neves philadelphiai orvos, dr. Thomas Graeme lányát[5] és Pennsylvania 14. kormányzójának, Sir William Keithnek a mostohaunokáját.[6] Egyik család sem helyeselte a házasságot, de amikor William Londonba ment jogot tanulni 1759 körül, azzal a tudattal távozott, hogy Elizabeth meg fogja várni őt.
Franklin jogot tanult a Middle Temple-ben, főként Richard Jackson „A Mindentudó” irányítása alatt. Londonban Franklinnek született egy törvénytelen fia, William Temple Franklin, 1762. február 22-én. Anyját soha nem sikerült azonosítani, és Temple nevelőszülőkhöz került.[7]
Még ugyanabban az évben Franklin feleségül vette Elizabeth Downest, 1762. szeptember 4-én a londoni Hannover Square-i St George'sban. Az angol barbadosi kolónián született John Downes cukorültetvényes és felesége, Elizabeth (született Parsons) gyermekeként. Franklinnal 1760-ban találkozott, amikor apjával Angliában járt.[8] 1763-ban a New Jersey-i gyarmatra költöztek. Elizabeth 1777-ben halt meg, miközben az amerikai függetlenségi háború alatt lojalistaként bebörtönözték. Alsó-Manhattanben a Szent Pál-kápolna oltára alatt temették el, ahol azután lakott, hogy a britek evakuálták Perth Amboyt. A Szent Pál-templom falán elhelyezett emléktáblát William Franklin rendelte Londonból, ahonnan a háború után száműzetésbe vonult.[8] Több mint tíz évig volt özvegy.
1788. augusztus 14-én William feleségül vette Mary Johnson d'Evelint, egy gazdag ír özvegyet, akinek gyermekei voltak.[7]
William fia, Temple egy kudarcos amerikai üzleti karrier után egy ideig apjával és mostohaanyjával élt, majd nagyapja és apja nyomdokaiba lépve született törvénytelen lánya, Ellen (1798. május 15. London – 1875. Nizza, Franciaország), Ellen Johnson d'Evelinnel, mostohaanyja, Mary sógornőjével.[9] William vállalta a felelősséget unokájáért, Ellenért. Temple Párizsba költözött, ahol élete hátralévő részében élt, és soha többé nem látta apját.[10] Miután Mary 1811-ben meghalt, William továbbra is Ellennel élt, aki akkor 13 éves volt, és amikor 1813-ban meghalt, kis birtokának nagy részét rá hagyta.

## Fordítás
Ez a szócikk részben vagy egészben  a   William Franklin című angol Wikipédia-szócikk ezen változatának fordításán alapul.  Az eredeti cikk szerkesztőit annak laptörténete sorolja fel. Ez a jelzés csupán a megfogalmazás eredetét és a szerzői jogokat jelzi, nem szolgál a cikkben szereplő információk forrásmegjelöléseként.